# Goudelancourt-lès-Berrieux
Goudelancourt-lès-Berrieux est une commune française située dans le département de l'Aisne, en région Hauts-de-France.

## Géographie
Le village est situé sur le flanc ouest des collines du Laonnois, en face de la plaine débouchant sur la Champagne, à côté de la commune de Berrieux. Le village repose entièrement sur d'anciennes carrières, desquelles on tirait la craie qui a servi à bâtir les maisons de Goudelancourt.
Les communes limitrophes sont : Berrieux au sud, Saint-Thomas à l'est, Saint-Erme-Outre-et-Ramecourt au nord et Amifontaine à l'est.  

### Localisation

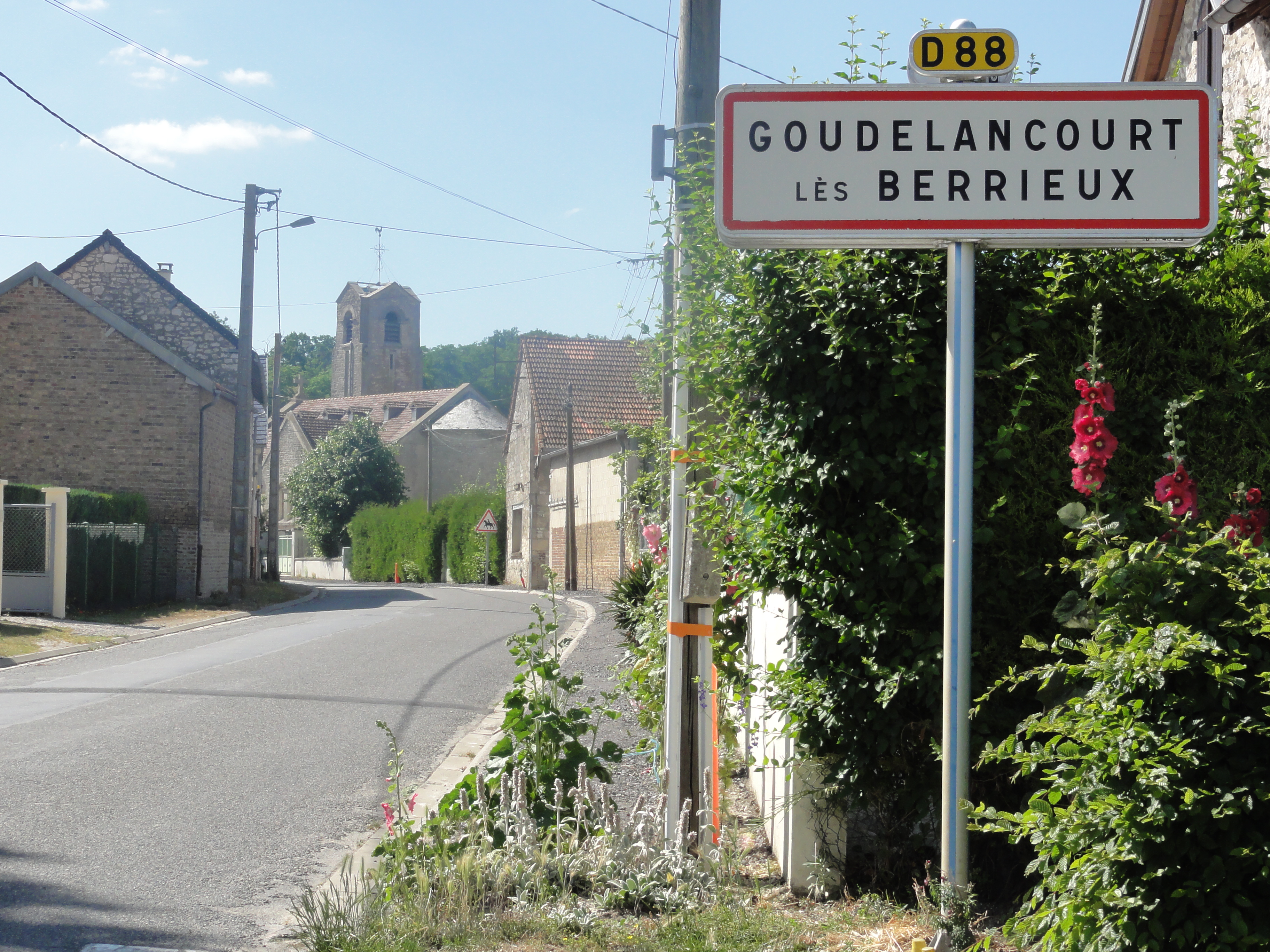
Entrée de Goudelancourt venant de la D 12.

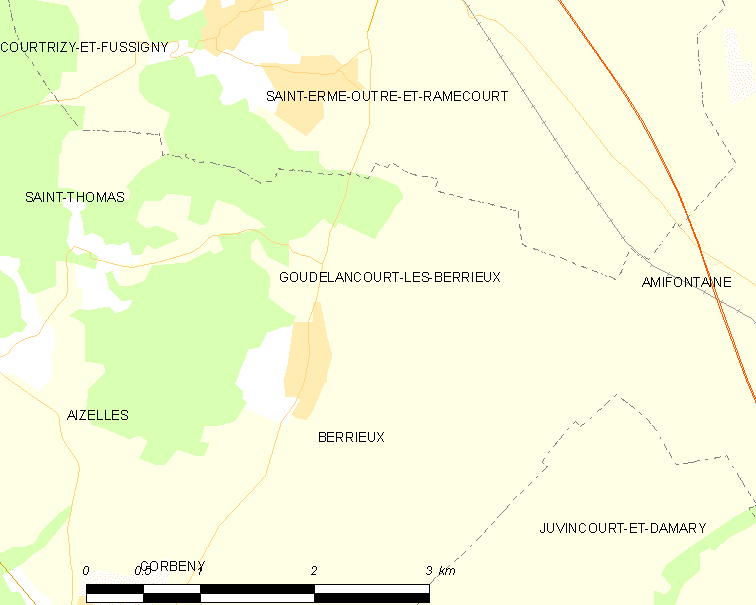
Carte de Goudelancourt-lès-Berrieux par rapport aux communes limitrophes.

### Hydrographie

#### Réseau hydrographique
La commune est située dans le bassin Seine-Normandie. Elle est drainée par le ru du Moulin,.

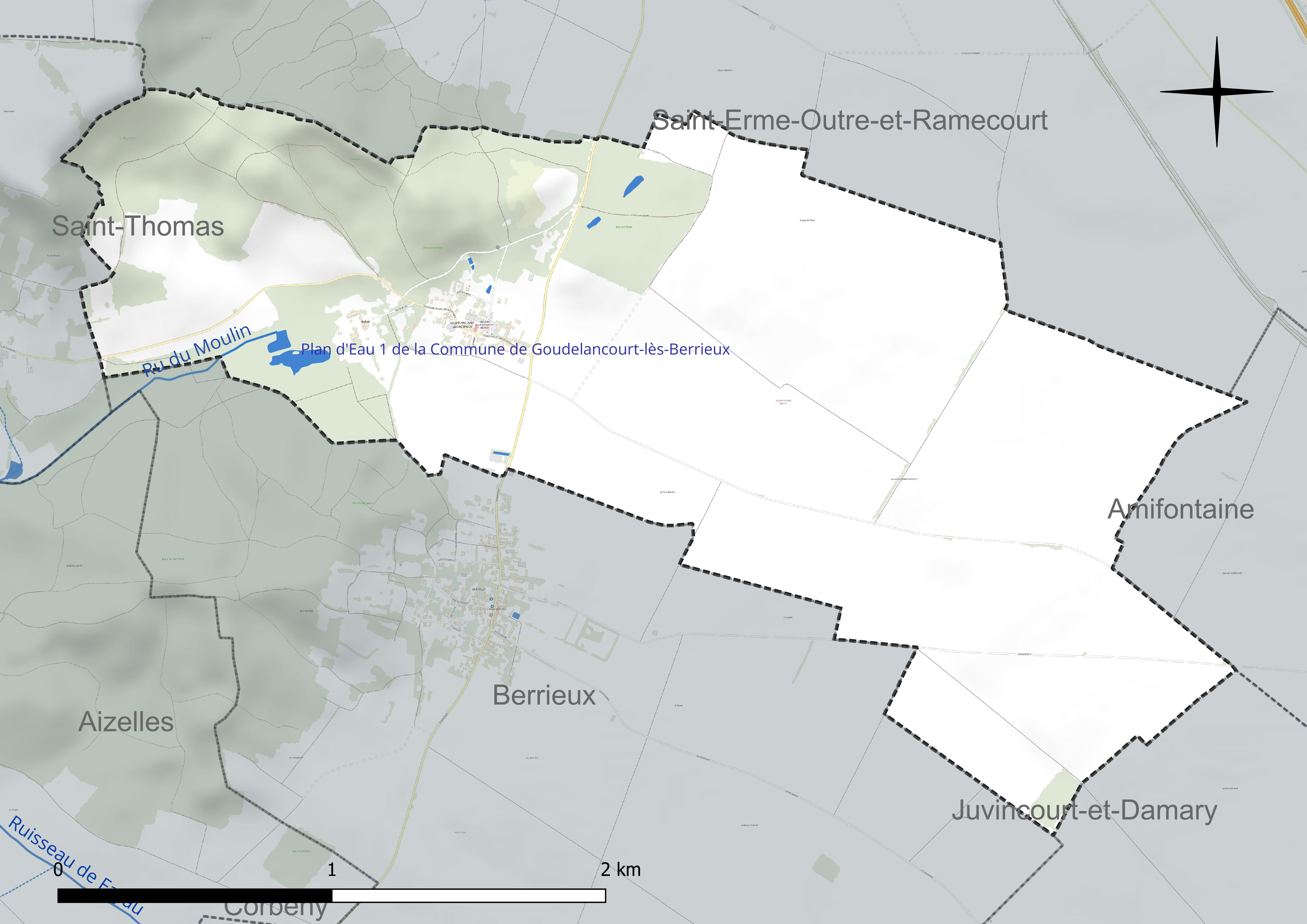
Réseau hydrographique de Goudelancourt-lès-Berrieux.

Un plan d'eau complète le réseau hydrographique : le plan d'eau 1 de la commune de Goudelancourt-lès-Berrieux (1,5 ha),.

#### Gestion et qualité des eaux
Le territoire communal est couvert par le schéma d'aménagement et de gestion des eaux (SAGE) « Aisne Vesle Suippe ». Ce document de planification, dont le territoire s'étend sur 3 096 km2 répartis sur trois départements (Aisne, Marne et Ardennes) et deux régions (Champagne-Ardenne et Picardie), a été approuvé le 16 décembre 2013. La structure porteuse de l'élaboration et de la mise en œuvre est le Syndicat d'aménagement des bassins Aisne Vesle Suippe (SIABAVES).
La qualité des cours d'eau peut être consultée sur un site spécial géré par les agences de l'eau et l'Agence française pour la biodiversité.

### Climat
Pour des articles plus généraux, voir Climat des Hauts-de-France et Climat de l'Aisne.
En 2010, le climat de la commune est de type climat océanique dégradé des plaines du Centre et du Nord, selon une étude du CNRS s'appuyant sur une série de données couvrant la période 1971-2000. En 2020, Météo-France publie une typologie des climats de la France métropolitaine dans laquelle la commune est exposée à un climat océanique altéré et est dans la région climatique Nord-est du bassin Parisien, caractérisée par un ensoleillement médiocre, une pluviométrie moyenne régulièrement répartie au cours de l'année et un hiver froid (3 °C).
Pour la période 1971-2000, la température annuelle moyenne est de 10,3 °C, avec une amplitude thermique annuelle de 15,6 °C. Le cumul annuel moyen de précipitations est de 727 mm, avec 11,8 jours de précipitations en janvier et 8,8 jours en juillet. Pour la période 1991-2020, la température moyenne annuelle observée sur la station météorologique la plus proche, située sur la commune de Martigny-Courpierre à 12 km à vol d'oiseau, est de 10,7 °C et le cumul annuel moyen de précipitations est de 734,4 mm,. Pour l'avenir, les paramètres climatiques de la commune estimés pour 2050 selon différents scénarios d'émission de gaz à effet de serre sont consultables sur un site spécial publié par Météo-France en novembre 2022.

## Urbanisme

### Typologie
Au 1er janvier 2024, Goudelancourt-lès-Berrieux est catégorisée commune rurale à habitat dispersé, selon la nouvelle grille communale de densité à 7 niveaux définie par l'Insee en 2022.
Elle est située hors unité urbaine. Par ailleurs la commune fait partie de l'aire d'attraction de Reims, dont elle est une commune de la couronne,. Cette aire, qui regroupe 294 communes, est catégorisée dans les aires de 200 000 à moins de 700 000 habitants,.

### Occupation des sols
L'occupation des sols de la commune, telle qu'elle ressort de la base de données européenne d'occupation biophysique des sols Corine Land Cover (CLC), est marquée par l'importance des territoires agricoles (76,3 % en 2018), en augmentation par rapport à 1990 (73,8 %). La répartition détaillée en 2018 est la suivante : 
terres arables (75,5 %), forêts (23,6 %), zones agricoles hétérogènes (0,8 %), zones urbanisées (0,1 %).
L'évolution de l'occupation des sols de la commune et de ses infrastructures peut être observée sur les différentes représentations cartographiques du territoire : la carte de Cassini (XVIIIe siècle), la carte d'état-major (1820-1866) et les cartes ou photos aériennes de l'IGN pour la période actuelle (1950 à aujourd'hui).

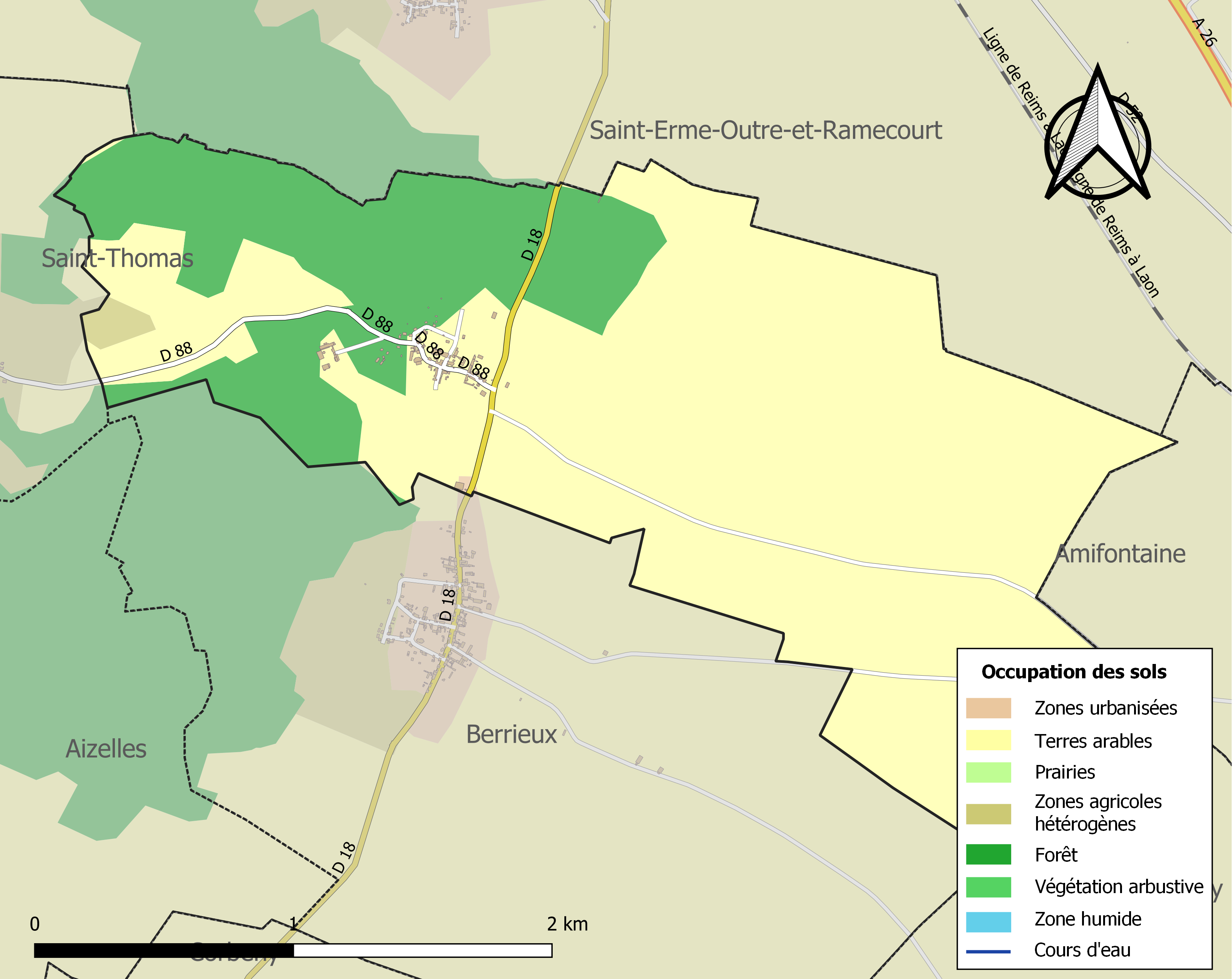
Carte de l'occupation des sols de la commune en 2018 (CLC).

## Toponymie
Le toponymiste Ernest Nègre indique que le nom de la commune vient de Gundelinus, nom germanique, + cortem, curtis, ferme.
Il y a diverses variantes à travers les siècles : au XIIe siècle, Gundelencourt, Gundeleincourt, Gondelencourt et Gondelaincourt. En 1340, Goudelaincurt et Godalaincourt ;  Goudelancourt les Berrieu, la première mention connue du nom long, est de 1405 ; en 1729, on trouve Goudelaincourt les Berieux.
La préposition « lès » permet de signifier la proximité d'un lieu géographique par rapport à un autre lieu. En règle générale, il s'agit d'une localité qui tient à se situer par rapport à une ville voisine plus grande. La commune de Goudelancourt indique qu'elle se situe près de Berrieux.

## Histoire
Les habitants de Goudelancourt furent affranchis du servage en 1194, par Verric, abbé de Lobbes, et rassemblés en une seule et même commune avec ceux de Berrieux, Saint-Erme, Outre, et Ramecourt. Goudelancourt dépendait autrefois de la généralité de Soissons, des bailliage, élection et diocèse de Laon.
Goudelancourt est un des villages traversés et mis à contribution en 1712 par l'expédition du comte de Growestein, partisan hollandais sous les ordres du prince Eugène de Savoie-Carignan pendant la guerre de Succession d'Espagne.

## Politique et administration

### Découpage territorial
La commune de Goudelancourt-lès-Berrieux est membre de la communauté de communes du Chemin des Dames, un établissement public de coopération intercommunale (EPCI) à fiscalité propre créé le 29 décembre 1995 dont le siège est à Craonne. Ce dernier est par ailleurs membre d'autres groupements intercommunaux.
Sur le plan administratif, elle est rattachée à l'arrondissement de Laon, au département de l'Aisne et à la région Hauts-de-France. Sur le plan électoral, elle dépend du canton de Villeneuve-sur-Aisne pour l'élection des conseillers départementaux, depuis le redécoupage cantonal de 2014 entré en vigueur en 2015, et de la première circonscription de l'Aisne  pour les élections législatives, depuis le dernier découpage électoral de 2010.

### Administration municipale
Le nombre d'habitants de la commune étant inférieur à 100, le nombre de membres du conseil municipal est de 7.

#### Liste des maires
| Période                                  | Période                       | Identité                                   | Étiquette | Qualité |
| ---------------------------------------- | ----------------------------- | ------------------------------------------ | --------- | --- |
| Les données manquantes sont à compléter. |                               |                                            |           | |
| 1793                                     | 1800                          | François le Comte                          |           | |
| 1800                                     | 1804                          | Daniel Mathieu Lalain                      |           | |
| 1804                                     | 1808                          | Brisfert                                   |           | |
| 1808                                     | 1811                          | François le Comte                          |           | |
| 1811                                     | 1815                          | Jean François Charles Alphonse de Miremont |           | |
| 1815                                     | 1828                          | Simon Longuet                              |           | |
| 1828                                     | 1837                          | (Jacques-)Théodore Olivier                 |           | |
| 1837                                     | 1853                          | Jean-Pierre Benoit                         |           | |
| 1853                                     | 1854                          | Joseph Justin, comte de Montangon          |           | |
| 1854                                     | 1867                          | Antoine Joseph Pierre Lacombre             |           | |
| 1867                                     | 1874                          | Louis-Antoine-Paulin de Joybert            |           | Maire, en 1870-1871 président de la commission municipale, puis maire ; en 1874 maire démissionnaire                                                                                                   |
| 1874                                     | 1876                          | Remi Payen                                 |           | maire intérimaire (adjoint) |
| 1876                                     | 1888                          | Alexis Benoni Daly                         |           | maire intérimaire (adjoint), puis maire |
| 1888                                     | 1892                          | Victor Louis                               |           | |
| 1892                                     | 18..                          | Alexis Benoni Daly                         |           | |
| 1987                                     | 2001                          | Gérard de Francqueville                    |           | Gérard de Francqueville s'est engagé dans la 2e DB avec laquelle il a combattu jusqu'à Berchtesgaden. Il a créé le musée de la Caverne du Dragon, lieu stratégique de la bataille du chemin des Dames. |
| mars 2001                                | mars 2008                     | François Rahon                             |           | |
| mars 2008                                | mars 2014                     | Bruno Daly                                 |           | |
| mars 2014                                | En cours (au 12 juillet 2020) | François Rahon                             | SE        | Fonctionnaire Réélu pour le mandat 2020-2026 |

## Démographie
L'évolution du nombre d'habitants est connue à travers les recensements de la population effectués dans la commune depuis 1793. Pour les communes de moins de 10 000 habitants, une enquête de recensement portant sur toute la population est réalisée tous les cinq ans, les populations de référence des années intermédiaires étant quant à elles estimées par interpolation ou extrapolation. Pour la commune, le premier recensement exhaustif entrant dans le cadre du nouveau dispositif a été réalisé en 2007.

En 2022, la commune comptait 62 habitants, en évolution de +12,73 % par rapport à 2016 (Aisne : −1,97 %, France hors Mayotte : +2,11 %).
| 1793 | 1800 | 1806 | 1821 | 1831 | 1836 | 1841 | 1846 | 1851 |
| ---- | ---- | ---- | ---- | ---- | ---- | ---- | ---- | ---- |
| 170  | 153  | 174  | 212  | 202  | 207  | 179  | 182  | 155  |

| 1856 | 1861 | 1866 | 1872 | 1876 | 1881 | 1886 | 1891 | 1896 |
| ---- | ---- | ---- | ---- | ---- | ---- | ---- | ---- | ---- |
| 161  | 162  | 145  | 133  | 120  | 122  | 119  | 117  | 95   |

| 1901 | 1906 | 1911 | 1921 | 1926 | 1931 | 1936 | 1946 | 1954 |
| ---- | ---- | ---- | ---- | ---- | ---- | ---- | ---- | ---- |
| 95   | 123  | 95   | 40   | 64   | 85   | 102  | 64   | 62   |

| 1962 | 1968 | 1975 | 1982 | 1990 | 1999 | 2006 | 2007 | 2012 |
| ---- | ---- | ---- | ---- | ---- | ---- | ---- | ---- | ---- |
| 54   | 64   | 70   | 55   | 65   | 74   | 72   | 72   | 54   |

| 2017 | 2022 | - | - | - | - | - | - | - |
| ---- | ---- | - | - | - | - | - | - | - |
| 57   | 62   | - | - | - | - | - | - | - |

## Lieux et monuments
- Église Saint-Martin de Goudelancourt-lès-Berrieux.
- Oratoire au bord de la D 18.
- Le sentier de Grande Randonnée GR 12 passe par le territoire de la commune.
- Ferme et château de Belval.

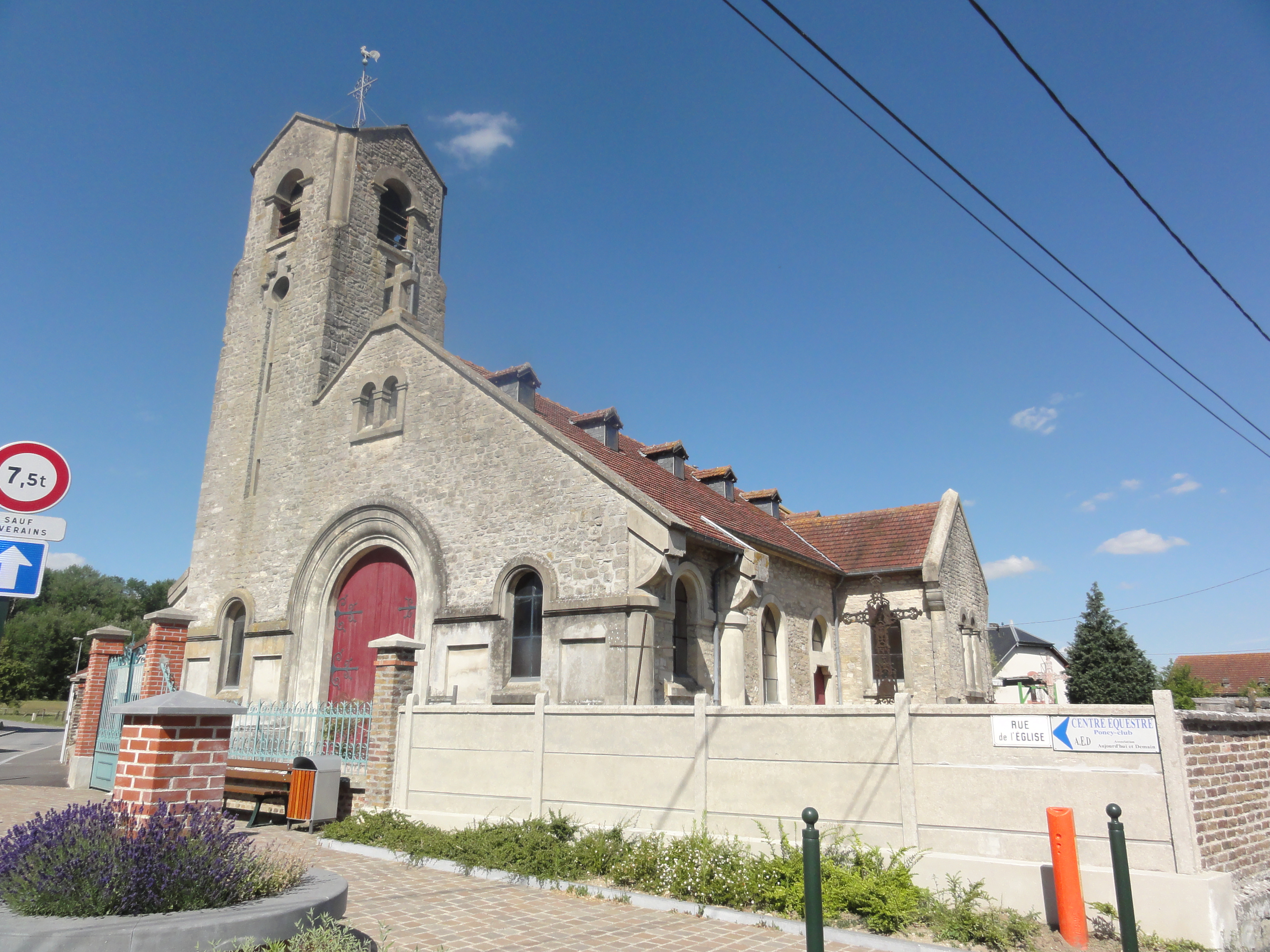
Église Saint-Martin.
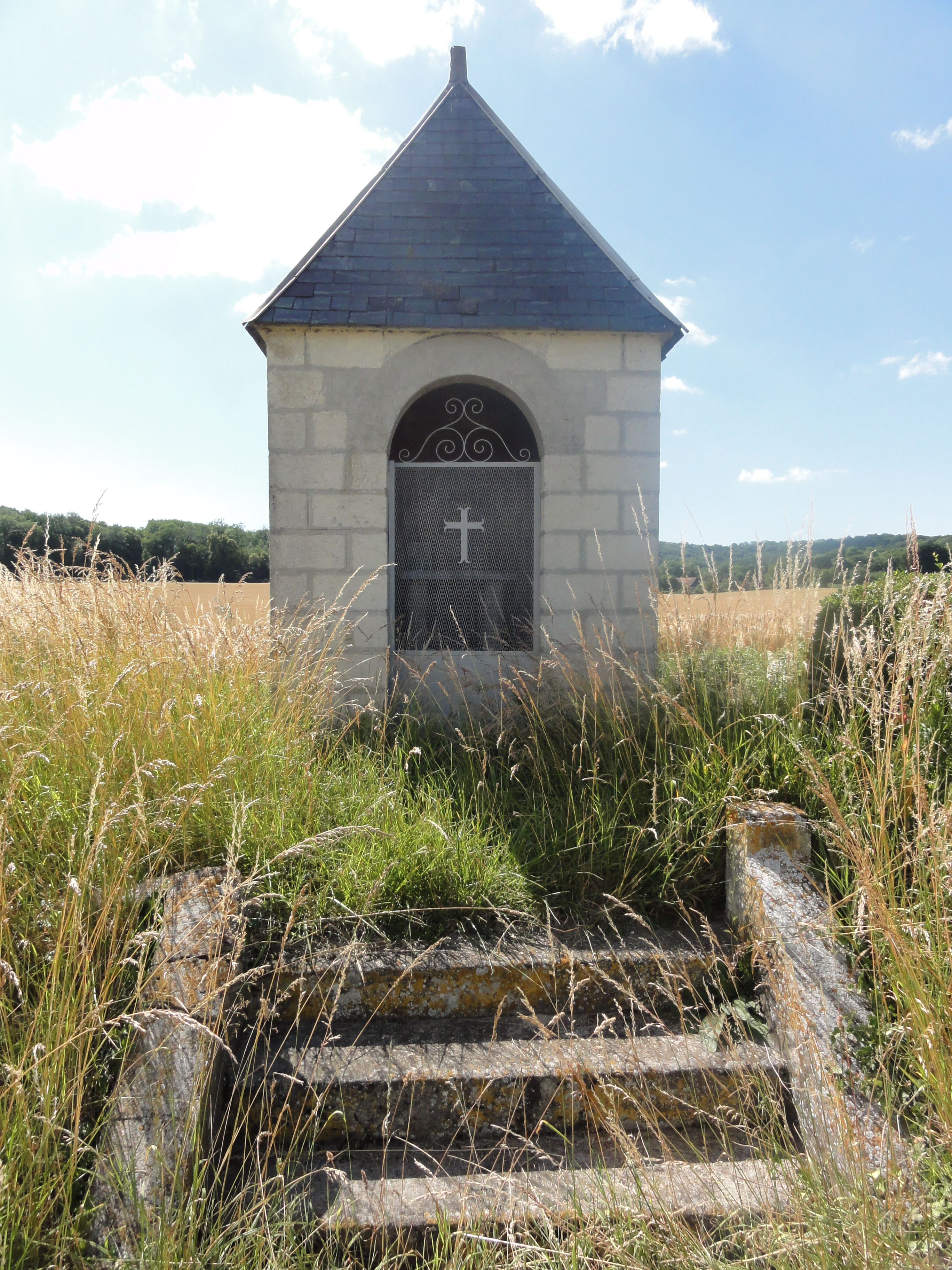
Oratoire.